# سفیر پرنسس
سفیر پرنسس (به انگلیسی: Sapphire Princess) یک کشتی است که طول آن ۲۹۰ متر (۹۵۰ فوت) می‌باشد.